# Primordial Domination
Primordial Domination è l'ottavo album in studio del gruppo musicale death metal Incantation, pubblicato nel 2006 dalla Listenable Records.

## Tracce
1. Primordial Domination – 2:54
2. The Fallen Priest – 3:34
3. Dissolute Rule / Begin Apocalypse – 3:37
4. Hailed Babylon – 4:22
5. Lead to Desolation – 3:50
6. Doctrines of Reproach – 4:14
7. The Stench of Crucifixion – 6:28
8. Extirpated Dominus – 5:05
9. Conquered God – 6:09

## Formazione
- John McEntee - chitarra, voce
- Joe Lombard - basso
- Kyle Severn - batteria (turnista)